# イエメンの政党一覧
イエメンの政党の一覧（イエメンのせいとうのいちらん）は、イエメンの政党を総覧する。
- 国民全体会議
旧北イエメン側の政党で、分裂時代から現代まで与党。
- イエメン社会党
旧南イエメンの一党独裁政党で、統合後は形式的には国民全体会議と連立与党を組むものの、北優位の政策に反発して内戦に突入。終結後の現在は少数野党で野党連合を組む。
- イエメン改革会議
ムスリム同胞団系のイスラーム主義政党。イエメン社会党と共に野党連合に参加。
- イエメン・アラブ社会主義バアス党地域指導部
イエメンで活動中のバアス党。
- イエメンラシャード連合
2012年に設立されたサラフィー主義政党。